# Котуга
Котуга — река в Приморском и Мезенском районах Архангельской области России.
Река протекает по центральной части Беломорско-Кулойского плато. Берёт начало из озера Нижнее Пачозеро. Сливаясь с рекой Кепина образует реку Сояна. Питание снеговое и дождевое. Длина реки составляет 56 км, площадь водосборного бассейна — 1510 км². Имеет несколько небольших притоков. Река протекает по территории Соянского заказника. В устье реки находится посёлок Кепино Соянского сельского поселения.

## Данные водного реестра
По данным государственного водного реестра России и геоинформационной системы водохозяйственного районирования территории РФ, подготовленной Федеральным агентством водных ресурсов:
- Бассейновый округ — Двинско-Печорский;
- Речной бассейн — Кулой;
- Водохозяйственный участок — Реки бассейна Белого моря от мыса Воронов до мыса Канин Нос (без реки Мезень).

## Топографические карты
- Лист карты Q-37-XXIII,XXIV. Масштаб: 1 : 200 000. Состояние местности на 1978-1982 год. Издание 1989 г.
- Лист карты Q-37-XXIX,XXX. Масштаб: 1 : 200 000. Состояние местности на 1980 год. Издание 1989 г.